# Oswaldo León
Oswaldo Jesús León Montoya (Santa Cruz, Guanajuato, México, 15 de junio de 1998) es un futbolista mexicano. Juega en la posición de defensa central y su equipo es el York United de la Canadian Premier League.

## Trayectoria
Inició su carrera desde la categoría Sub-17 del Club América en el año 2016. Para el torneo Apertura 2018 el técnico Miguel Herrera decide registrarlo con el primer equipo; el día 31 de julio de 2018 debutaría en partido de la Copa México frente a los Tiburones Rojos de Veracruz, entrando de cambio por Iván Moreno al minuto 60'.

## Estadísticas

### Clubes
Actualizado al último partido jugado el 25 de septiembre de 2018.
| Club                                                                                      | Div.          | Temporada     | Liga  | Liga  | Liga   | Copas nacionales(1) | Copas nacionales(1) | Copas nacionales(1) | Copas internacionales | Copas internacionales | Copas internacionales | Total | Total | Total  | Media goleadora(3) |
| Club                                                                                      | Div.          | Temporada     | Part. | Goles | Asist. | Part.               | Goles               | Asist.              | Part.                 | Goles                 | Asist.                | Part. | Goles | Asist. | Media goleadora(3) |
| ----------------------------------------------------------------------------------------- | ------------- | ------------- | ----- | ----- | ------ | ------------------- | ------------------- | ------------------- | --------------------- | --------------------- | --------------------- | ----- | ----- | ------ | ------------------ |
| C. América · México                                                                       |               |               |       |       |        |                     |                     |                     |                       |                       |                       |       |       |        |                    |
| 1.ª                                                                                       | 2018-19       | 0             | 0     | 0     | 4      | 0                   | 0                   | —                   | —                     | —                     | 4                     | 0     | 0     | 0.00   |                    |
| Total club                                                                                | Total club    | 0             | 0     | 0     | 4      | 0                   | 0                   | 0                   | 0                     | 0                     | 4                     | 0     | 0     | 0.00   |                    |
| C. A. Zacatepec · México                                                                  |               |               |       |       |        |                     |                     |                     |                       |                       |                       |       |       |        |                    |
| 2.ª                                                                                       | 2019-20       | 0             | 0     | 0     | 0      | 0                   | 0                   | —                   | —                     | —                     | 0                     | 0     | 0     | 0.00   |                    |
| Total club                                                                                | Total club    | 0             | 0     | 0     | 0      | 0                   | 0                   | 0                   | 0                     | 0                     | 0                     | 0     | 0     | 0.00   |                    |
| Total carrera                                                                             | Total carrera | Total carrera | 0     | 0     | 0      | 4                   | 0                   | 0                   | 0                     | 0                     | 0                     | 4     | 0     | 0      | 0.00               |
| (1) Incluye datos de Copa México (2018-Act.). (3) No incluye goles en partidos amistosos. |               |               |       |       |        |                     |                     |                     |                       |                       |                       |       |       |        |                    |

### Resumen estadístico
|                       | Partidos | Goles | Promedio |
| --------------------- | -------- | ----- | -------- |
| Liga                  | 0        | 0     | 0.00     |
| Copas nacionales      | 4        | 0     | 0.00     |
| Copas internacionales | 0        | 0     | 0.00     |
| Total                 | 4        | 0     | 0.00     |

## Palmarés

### Torneos nacionales
| Título           | Club       | País   | Año  |
| ---------------- | ---------- | ------ | ---- |
| Primera División | C. América | México | 2018 |
| Copa MX          | América    | México | 2019 |